# Hlávkové zelí
Hlávkové zelí je rostlina pěstovaná jako košťálová zelenina, jedna z forem vyšlechtěné brukve zelné. Je to dvouletá bylina, pěstovaná pro listy, které tvoří charakteristickou hlávku.
Hlávkové zelí je blízce příbuzné kapustě, od které se liší strukturou listů – listy hlávkového zelí jsou hladké. Kromě hlávkového zelí jsou jako zelenina využívány také zelí pekingské (Brassica campestris var. Pekinensis) a zelí čínské (Brassica chinensis), které jsou již samostatnými druhy, nejedná se o odrůdy hlávkového zelí.

## Původ
Zelí rostlo v pravěku ve Středozemí jako nevelký keřík. Pro své všestranné využití v kuchyni, jednouchou úpravu, dlouhou skladovatelnost, ať už uchováváním celých hlávek v chladu nebo konzervováním tak, že se naložilo se solí a kmínem a nechalo vykvasit, se záhy stalo základní složkou potravy. Konzumací zelí se člověku dostávalo potřebné denní dávky vitamínů, především vitamínu C, a minerálních látek, ačkoliv nebyl ještě obeznámen s jejich blahodárným účinkem na lidský organismus. Zelí se postupně šlechtilo a dnes si můžeme vybrat z mnoha odrůd zelí bílého nebo červeného. S čerstvým nebo kysaným zelím je možno kombinovat množství pokrmů, neobejde se bez něj např. německá, polská nebo ruská či ukrajinská kuchyně a své čestné místo má i v kuchyních české, také slovenské, rakouské, maďarské, skandinávské atd.

## Pěstování hlávkového zelí
Hlávkové zelí vyžaduje úrodné, dobře prohnojené půdy. Je náročné na vláhu, potřebuje půdu s vysokou vododržností.
Stejně jako ostatní brukvovité rostliny, i zelí může být napadeno běláskem zelným nebo dřepčíkem olejkovým.

## Konzumace
Krouhané hlávkové zelí se hodí syrové do salátů, vařené nebo kysané zelí slouží jako příloha.

## Průměrný obsah látek a minerálů
Tabulka udává dlouhodobě průměrný obsah živin, prvků, vitamínů a dalších nutričních parametrů zjištěných v hlávkovém zelí.
| Složka          | Jednotka | Průměrný obsah | Prvek | Průměrný obsah [mg/100 g] | Složka      | Průměrný obsah [mg/100g] |
| --------------- | -------- | -------------- | ----- | ------------------------- | ----------- | ------------------------ |
| voda            | g/100 g  | 90,1           | Na    | 5                         | vitamin C   | 49                       |
| bílkoviny       | g/100 g  | 1,7            | K     | 270                       | vitamin D   | 0                        |
| tuky            | g/100 g  | 0,4            | Ca    | 52                        | vitamin E   | 0,20                     |
| cukry           | g/100 g  | 4,0            | Mg    | 8                         | vitamin B6  | 0,17                     |
| celkový dusík   | g/100 g  | 0,28           | P     | 41                        | vitamin B12 | 0                        |
| vláknina        | g/100 g  | 2,4            | Fe    | 0,7                       | karoten     | 1,15                     |
| mastné kyseliny | g/100 g  | 0,4            | Cu    | 0,02                      | thiamin     | 0,15                     |
| cholesterol     | g/100 g  | 0              | Zn    | 0,3                       | riboflavin  | 0,02                     |
| energie         | kJ/100 g | 109            | Mn    | 0,2                       | niacin      | 0,5                      |

## KultivaryBrassica oleracea
- Brassica oleracea convar. capitata (L.) Alef. – hlávkové zelí
- Brassica oleracea convar. sabauda (L.) O.F.Schulz. – hlávková kapusta
- Brassica oleracea convar. gemmifera (Dc.) Markgr. – růžičková kapusta
- Brassica oleracea var. medullosa Thell. – dřeňová kapusta
- Brassica oleracea var. acephala Dc. – kapusta kadeřavá – jarmuz (krmná kapusta)
- Brassica oleracea var. sabellica Dc. – kapusta kadeřavá – kadeřávek
- Brassica oleracea convar. gongylodes (L.) Markgr. – kedluben
- Brassica oleracea convar. botrytis (L.) Markgr. – květák, romanesco
- Brassica oleracea var. italica Plenck – brokolice

- hlávkové zelí (convar. capitata)
- růžičková kapusta (convar. gemmifera)
- dřeňová kapusta (var. medullosa)
- kadeřávek (var. sabellica)
- brokolice (var. italica)
- kedluben (var. gongylodes)
- květák (var. botrytis)